# 天貝

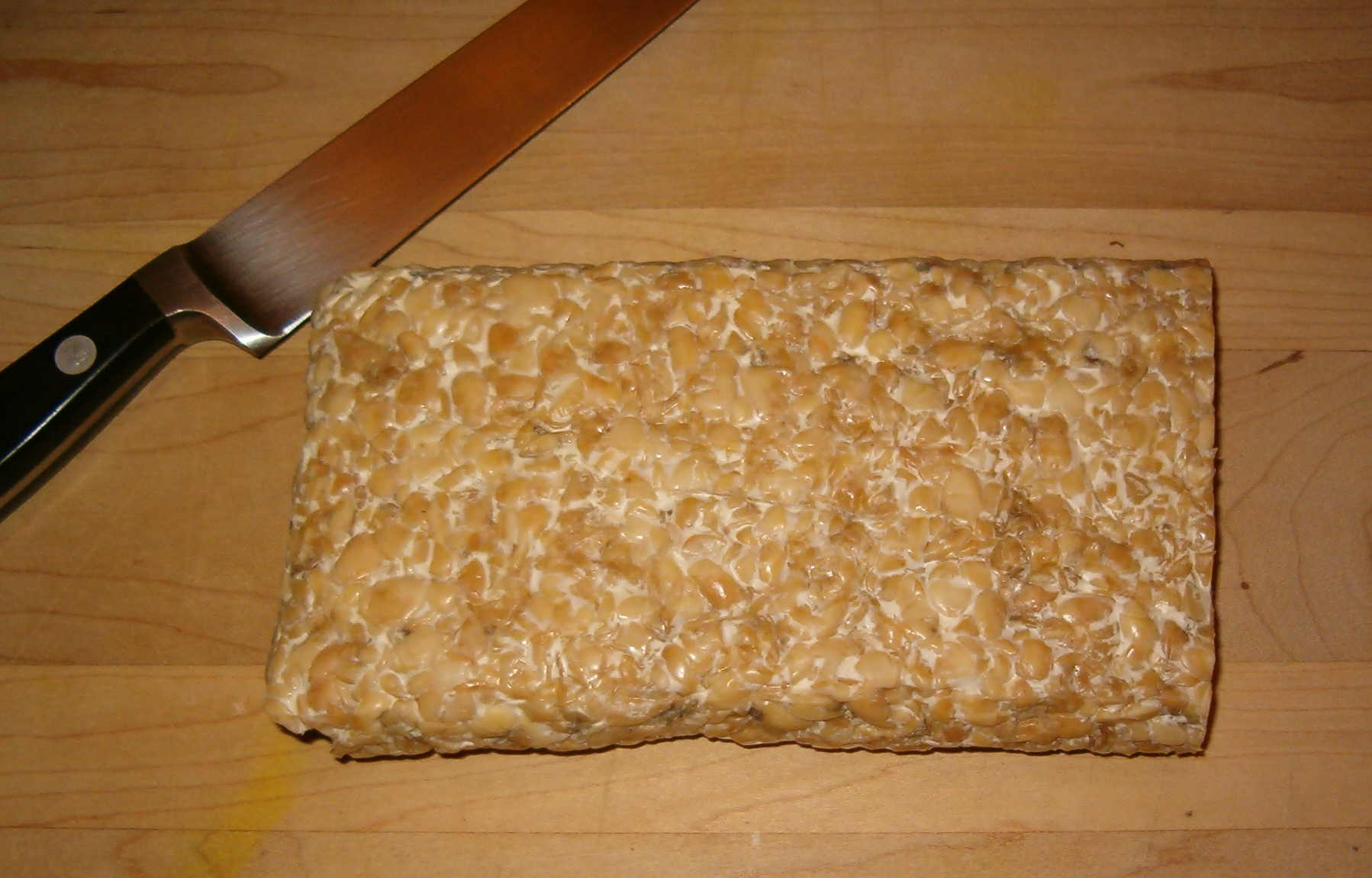
未煮熟天貝

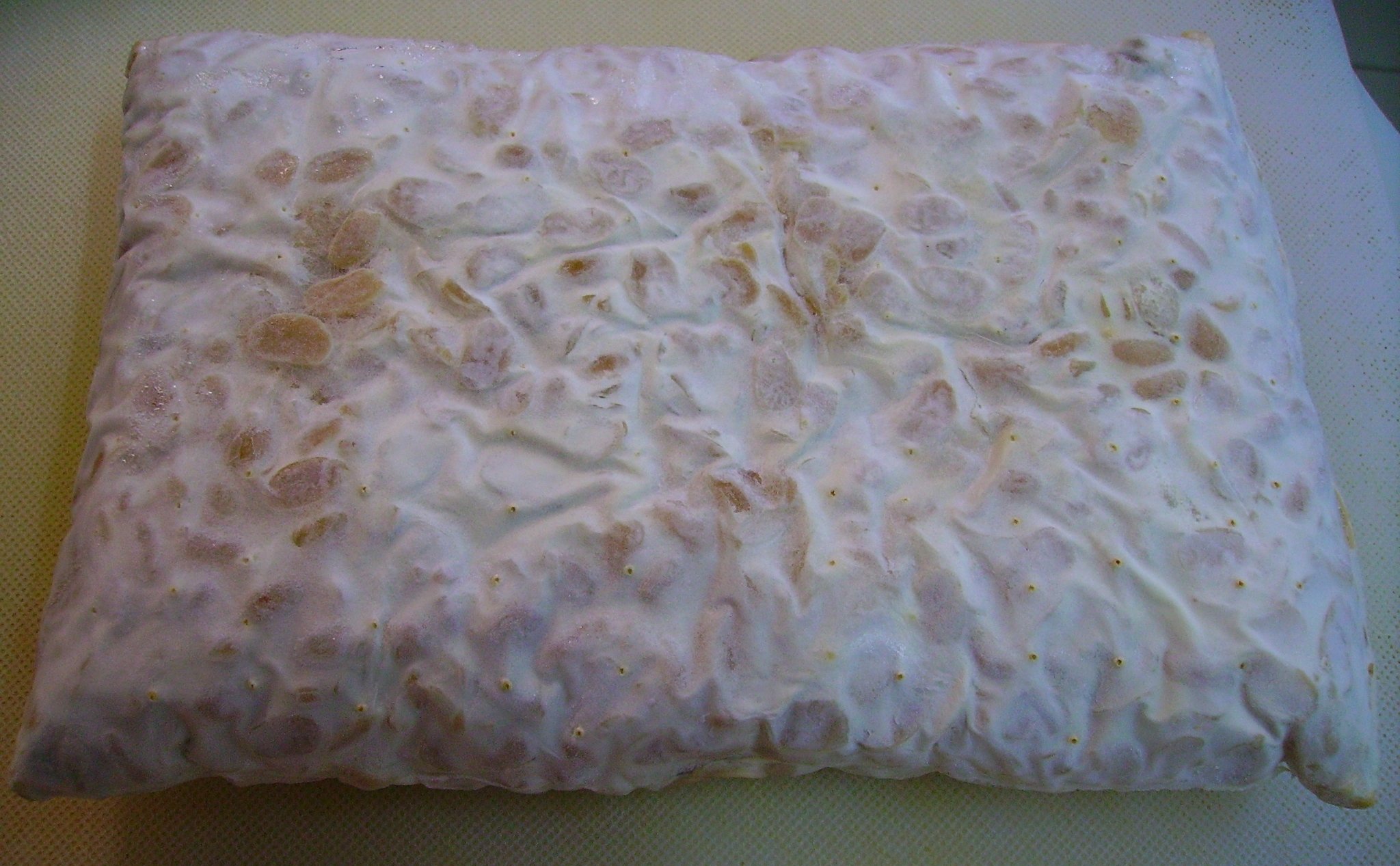
根黴屬真菌發酵脫皮大豆所得到的天貝

天貝（另稱天培或丹貝）是一種發源於1800年代印尼爪哇的發酵黃豆餅。傳統天貝是將根霉屬（Rhizopus spp.）真菌接種至煮熟的脫皮大豆，再以香蕉葉包覆，經過一至兩天發酵，真菌將大豆分解後菌絲包覆大豆而成的白色餅狀食品。目前已有其他五穀雜糧被用來製作天貝，也有以完整不去皮大豆製作天貝者。在衛生考量下，發酵用的容器多改為塑膠材質或不銹鋼製品，成品也以冷藏或冷凍方式運送及保存。
由大豆為主原料製成之大豆天貝，因含有豐富之蛋白質，可作為肉類的代用品或是做成素肉，是素食人士攝取蛋白質的食品之一。
根霉屬真菌中的少孢根霉（Rhizopus oligosporus）為製作天貝的主要菌種之一。
在1895年，印尼首次報導因食用椰子天貝而食物中毒死亡的案例，但未發現中毒原因。1930年代，印尼經濟受經濟大蕭條重挫，導致不少家庭為節省經費而放棄購買椰子天貝並改為於家中自製，因難以嚴格把關衛生而導致中毒事件頻發，每年達到10至12起。自1975年以來，食用受污染的椰子天貝已導致近3000起米酵菌酸中毒病例，至少150人死亡。在印尼，米酵菌酸中毒總體死亡率為60%。在1988年爆發一起大規模米酵菌酸中毒事件後，印尼政府當局鑒於此種食物可能產生的危險性及局勢的嚴重性，已立法永久禁止生產和銷售椰子天貝，但當地仍有民眾祕密私下生產。